# Mistrzostwa Europy w Lekkoatletyce 1938 – bieg na 100 m kobiet

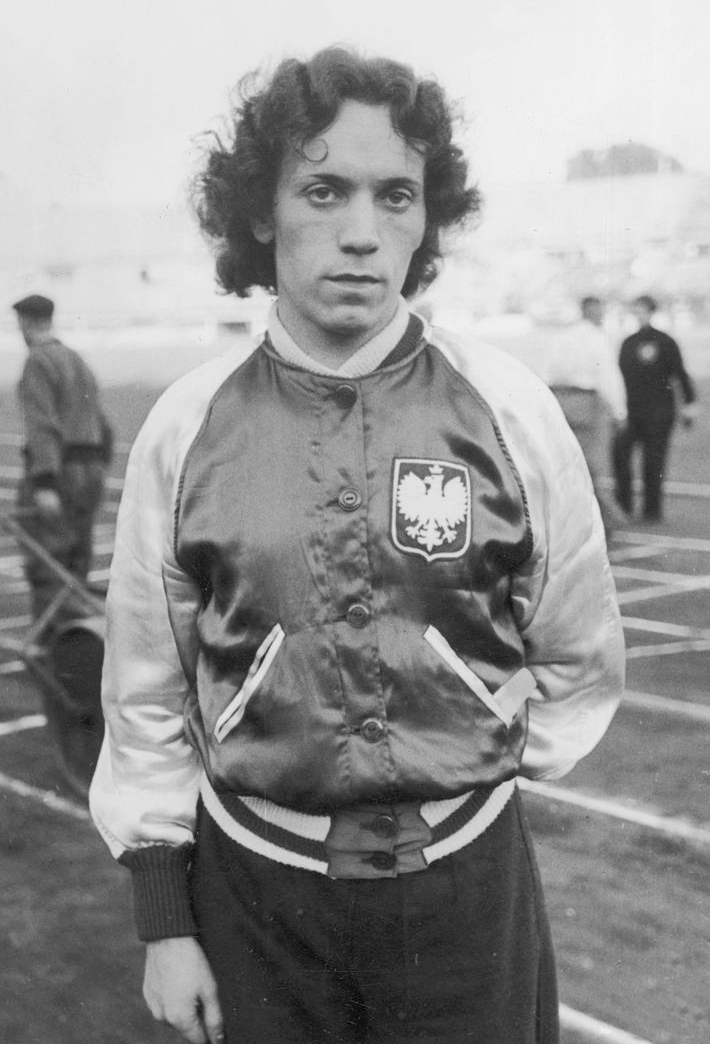
Stanisława Walasiewicz (1938)

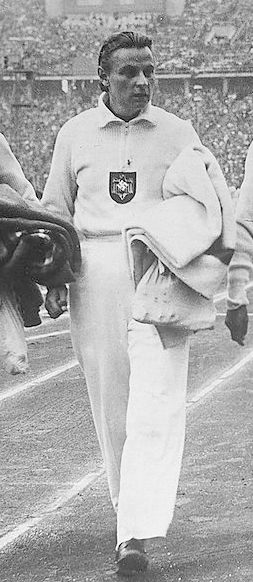
Käthe Krauß (1936)

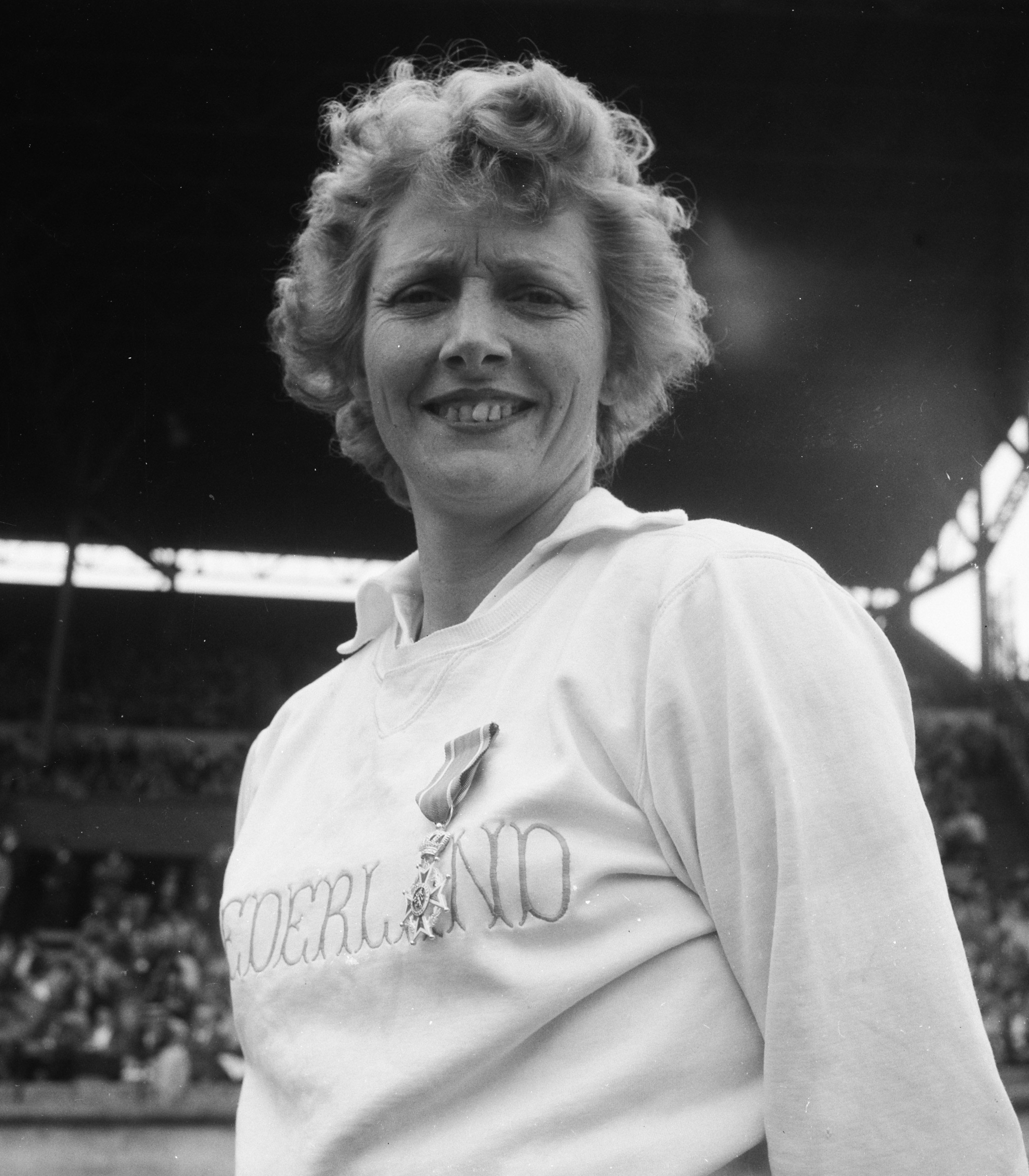
Fanny Blankers-Koen (1949)

Bieg na dystansie 100 metrów kobiet był jedną z konkurencji rozgrywanych podczas II Mistrzostw Europy w Wiedniu. Biegi eliminacyjne i półfinałowe oraz bieg finałowy zostały rozegrane 17 września 1938 roku. Zwyciężczynią tej konkurencji została Polka Stanisława Walasiewicz. W rywalizacji wzięło udział dwadzieścia jeden zawodniczek z dziesięciu reprezentacji.

## Rekordy
| Rekord świata | Stanisława Walasiewicz (POL) | 11,6 | Berlin, III Rzesza | 01.08.1937 |
| Rekord Europy | Stanisława Walasiewicz (POL) | 11,6 | Berlin, III Rzesza | 01.08.1937 |

## Wyniki

### Eliminacje
Bieg 1
| Miejsce | Zawodniczka            | Czas | Uwagi |
| ------- | ---------------------- | ---- | ----- |
| 1       | Stanisława Walasiewicz | 11,9 | Q CR  |
| 2       | Betty Lock             | 12,3 | Q     |
| 3       | Anna Van Rossum        | 13,4 |       |
| 4       | Ella Undli             | 13,6 |       |

Bieg 2
| Miejsce | Zawodniczka  | Czas | Uwagi |
| ------- | ------------ | ---- | ----- |
| 1       | Käthe Krauß  | 12,4 | Q     |
| 2       | Rózalia Nagy | 13,2 | Q     |
| 3       | Ilse Uus     | 13,4 |       |

Bieg 3
| Miejsce | Zawodniczka          | Czas  | Uwagi |
| ------- | -------------------- | ----- | ----- |
| 1       | Fanny Blankers-Koen  | 12,2  | Q     |
| 2       | Audrey Brown         | 12,3  | Q     |
| 3       | Aashild Brandvold    | 13,2  |       |
| 4       | Barbara Książkiewicz | b. d. |       |
| 5       | Alma Parmson         | b. d. |       |

Bieg 4
| Miejsce | Zawodniczka      | Czas | Uwagi |
| ------- | ---------------- | ---- | ----- |
| 1       | Ida Kühnel       | 12,3 | Q     |
| 2       | Dorothy Saunders | 12,4 | Q     |
| 3       | Alida Niklase    | 13,2 |       |
| 4       | Sarolta Fehér    | 13,6 |       |

Bieg 5
| Miejsce | Zawodniczka        | Czas | Uwagi |
| ------- | ------------------ | ---- | ----- |
| 1       | Martha Wretman     | 12,4 | Q     |
| 2       | Siegfrid Sivertsen | 12,7 | Q     |
| 3       | Otylia Kałuża      | 13,2 |       |

Bieg 6
| Miejsce | Zawodniczka | Czas | Uwagi |
| ------- | ----------- | ---- | ----- |
| 1       | Emmy Albus  | 12,6 | Q     |
| 2       | Ilona Balla | 13,0 | Q     |

### Półfinały
Półfinał 1
| Miejsce | Zawodniczka            | Czas | Uwagi |
| ------- | ---------------------- | ---- | ----- |
| 1       | Stanisława Walasiewicz | 11,9 | Q CR  |
| 2       | Emmy Albus             | 12,3 | Q     |
| 3       | Dorothy Saunders       | 12,3 | Q     |
| 4       | Audrey Brown           | 12,4 |       |
| 5       | Rózalia Nagy           | 13,0 |       |
| 6       | Siegfrid Sivertsen     | 13,0 |       |

Półfinał 2
| Miejsce | Zawodniczka         | Czas | Uwagi |
| ------- | ------------------- | ---- | ----- |
| 1       | Käthe Krauß         | 12,0 | Q     |
| 2       | Fanny Blankers-Koen | 12,1 | Q     |
| 3       | Ida Kühnel          | 12,3 | Q     |
| 4       | Betty Lock          | 12,5 |       |
| 5       | Ilona Balla         | 13,2 |       |
| –       | Martha Wretman      | DNF  |       |

### Finał
| Miejsce | Zawodniczka            | Czas | Uwagi |
| ------- | ---------------------- | ---- | ----- |
| 1       | Stanisława Walasiewicz | 11,9 | CR    |
| 2       | Käthe Krauß            | 12,0 |       |
| 3       | Fanny Blankers-Koen    | 12,0 |       |
| 4       | Dorothy Saunders       | 12,3 |       |
| 5       | Ida Kühnel             | 12,3 |       |
| 6       | Emmy Albus             | 12,4 |       |